# Kořenec
Kořenec är en ort i Tjeckien.   Den ligger i regionen Södra Mähren, i den östra delen av landet, 180 km öster om huvudstaden Prag. Kořenec ligger 611 meter över havet och antalet invånare är 341.
Terrängen runt Kořenec är kuperad västerut, men österut är den platt.Runt Kořenec är det ganska glesbefolkat, med 31 invånare per kvadratkilometer. Närmaste större samhälle är Boskovice, 8,3 km sydväst om Kořenec. I omgivningarna runt Kořenec växer i huvudsak blandskog.